# 0년

0년은 그레고리력과 율리우스력에는 존재하지 않는 연도다. 따라서 기원전 1년 12월 31일 다음은 기원후 1년 1월 1일로 이어진다. 하지만 천문력에서는 ‘0년’을 기원전 1년의 의미로 사용하며, 이전 해에 대해서는 음수를 쓴다. 즉 ‘-1년’은 기원전 2년에 해당한다. 또한 날짜의 데이터 교환을 규정한 ISO 8601:2004에서도 기원전 1년을 0년으로 표기하며, 불교력과 힌두력에서도 쓰이는 경우가 있다.

## 상세

### 역사학
지금처럼 예수의 탄생일을 기준으로 한 ‘서력기원’이라는 개념은 서기 525년 소스키티아의 수도승이었던 디오니시우스 엑시구스가 부활절 달력의 연도 표기를 다루면서 처음으로 도입하였다. 기존에는 로마 황제 디오클레티아누스의 즉위년도를 기준으로 한 ‘디오클레티아누스 기원’을 사용하고 있었는데, 기독교 신자들을 박해한 황제를 연상시키는 것을 더 이상 원치 않는다는 게 그 이유였다. 디오니시우스는 부활절 달력집의 서문에서 ‘올해’를 로마의 프로부스 집정관이 재임중인 해이자, “주 예수 그리스도가 강생하신 지” 525년이 되는 해라고 밝혀두었다. 디오니시우스가 525년이라는 연도를 어떻게 알아냈는지는 불명이다.
다만 디오니시우스는 현재의 달력에만 서력기원을 활용하였을 뿐이었다. 옛 사건에 대해서도 서력기원을 쓰게 된 것은 그로부터 200여년 후인 잉글랜드의 성직자 베다가 731년 《잉글랜드인 교회사》(Historia ecclesiastica gentis Anglorum)를 집필하면서 처음으로 활용한 것이 시초로, 이때부터 서력기원이 널리 쓰이게 되었다. 베다는 예수 탄생 이전, 즉 기원전이란 표기도 고안해 잠시 쓰기도 하였으나 이쪽은 세월이 조금 지난 뒤에 널리 쓰이게 되었다. 또 베다는 날짜를 표기할 때 몇째 날, 몇째 주, 몇째 달을 연달아 표기하지는 않았지만 교회 라틴어에서 쓰던 달력기원을 기반으로 일주일의 무슨 날인지는 숫자로 표기하였다. 베다 이전의 기독교 사학자들은 천지 창조 첫날을 기준으로 삼은 안노 문디(anno mundi, 세계 기원)를 쓰는 것이 보편적이었다. 또 아프리카누스는 천지창조로부터 그로부터 닷새 후 아담이 처음으로 만들어진 날을 기준으로 삼는 안노 아다미(anno Adami, 아담 기원)를, 에우세비우스는 칠십인역에 나온 대로 천지창조로부터 3,412년 뒤를 기준으로 하는 안노 아브라하미(anno Abrahami, 아브라함 기원)을 사용하였다. 즉 예수탄생 기원을 과거연도 표기의 기준으로 삼기 전에는 각각 천지창조, 아담 창조, 아브라함 탄생을 기원으로 삼았다는 것이다.
지금은 널리 쓰이는 ‘기원후(anno Domini, AD)’란 표기법은 9세기부터 서유럽에서 널리 쓰이게 되었다. 또 연도 뒤에 몇월 며칠을 나열하는 표기법도 1752년이 되어서야 통일 표기법으로 정착될 수 있었다. 기원전 (BC)란 표기를 처음으로 수백번에 걸쳐 널리 쓴 사람은 1474년 베르너 로레빙크란 인물로, 《Fasciculus Temporum》를 집필하면서 세계기원 표기와 함께 사용하였다. 이후 르네상스 대부터 19세기에 이르기까지는 ‘기원후’는 물론 ‘디오니소스 기원(Dionysian era)’, ‘그리스도 기원(Christian era)’, ‘저속기원(vulgar era)’, ‘보통기원(common era)’ 등의 표기가 계속해서 바꿔 쓰였다. 이 때문에 역사학자들은 이들 표기를 모두 똑같은 기원으로 취급하고 있다.
한편으로 베다가 ‘0년’에 대해서 어떻게 생각했는지도 유추해볼 수 있다. 베다는 《잉글랜드인 교회사》 1권의 제2장에서 율리우스 카이사르가 “로마가 세워진 뒤 693년, 주님이 오시기 60년 전”에 영국을 침공했다고 밝혀두었다. 또 제3장에서는 “로마기원 798년 클라우디우스” 대에도 영국을 침공하였으며 이 시기를 "주님이 오시고 46년 뒤...불과 며칠 만에...전쟁을 마쳤다"고 적고 있다. 두 연도 모두 실제로는 틀렸지만 여기서 밝힌 대로만 본다면, 로마력을 기준으로 798 - 693 = 107년인데 반해 예수기원을 기준으로 60 + 46 = 106년으로 중간의 한 해를 고려하지 않은 것이 되므로, 베다가 예수탄생을 기원으로 한 ‘기원전’과 ‘기원후’ 사이에 ‘0년’은 생각하지 않았다는 결론을 충분히 내릴 수 있다. 여기서 베다가 사용한 라틴어 표현은 ‘주님이 오실 때가 되기 전(ante incarnationis dominicae tempus)’으로 그 자체를 지금처럼 줄여서 쓰지는 않았으며, ‘그리스도 이전(Before Christ)’이라는 말은 베다의 표현과 대략 뜻만 통할 뿐 정확히 옮겨쓴 표현은 아니다. 하지만 베다가 도입한 기원전이라는 말은 중세를 거치며 산발적으로 계속 쓰이게 되었다.
사실 고대 로마 숫자 체계에서는 ‘0’이라는 개념도, 표시도 존재하지 않았다. 고대 바빌로니아 숫자에서는 ‘무(無)’란 개념을 쓰긴 하였으나 숫자로 취급하지는 않았고, 고대 로마인들도 거의 똑같은 개념을 열거하는 식으로 썼을 뿐이었다. 이 때문에 베다나 디오니시우스는 라틴어로 숫자를 쓰거나 로마 숫자에 '눌라' (nulla →무)란 단어를 병기하는 식으로 표현하였다. 지금의 숫자 0이 발명된 것은 6세기 인도로, 그로부터 200여년 후인 8세기가 되어서야 아랍 지역에 전파되었으며 이것이 유럽에까지 전해진 것은 다시 세월이 흘러 13세기의 일이었다. 심지어 처음 전해질 당시에도 숫자 0을 이해한 사람은 소수에 그쳤으며 17세기가 되어서야 널리 사용될 수 있었다.
결론은 그레고리력이든 율리우스력이든 서력기원이든 0년이라는 개념 자체가 형성될 환경이 아니었으므로 자연스레 포함되지 않았다는 것이다. 오늘날 역사학자들도 0년을 존재하지 않는 개념으로 취급하고 있다. 예컨대 기원전 500년부터 기원후 500년까지의 기간은 기원전의 500년, 기원후의 499년을 합해 총 999년이 된다고 보는 것이다. 일반적으로 기원전 1년 다음의 해는 기원후 1년으로 보며, 이 사이에 0년은 들어가지 않는 것으로 본다. 만약 어느 문헌에서 이 같은 기존 관례를 따르지 않겠다고 한다면, 독자들이 그 연도를 제대로 이해하지 못하는 경우가 발생할 수 있으므로 0년이 들어간 연도인지 아닌지를 처음부터 분명히 밝혀야 한다.

### 천문학
천문학에서는 반대로 0년이라는 개념이 존재한다. 천문학에서의 기원후 1년과 그 이후의 연도는 일반적인 서력기원 연도와 똑같다. 하지만 서력기원을 그대로 적용하려면 기원후 1년과 기원전 1년이 그대로 이어지지 않는데 이를 감안하고 계산하려면 번거로워진다. 따라서 기원후 1년 바로 이전 해는 0년이라고 재설정하고, 0년 바로 이전 해는 -1년, -2년 하는 식으로 마이너스를 붙여 계산한다.
또 천문학에서는 ‘기원전(BC)’이나 ‘기원후(AD)’ 등의 표기는 생략하기 때문에 역사학에서의 기원전 1년은 천문학에서 그냥 ‘0년’이라 표기하고, 기원전 2년은 -1년 등으로 표기하게 되는 것이다. 가끔씩 1년이란 연도에 더하기 기호를 붙여 +1년이라 표기하는 경우도 있다. 이와 같은 기년법은 1740년 프랑스의 천문학자 자크 카시니가 처음으로 도입하였다.

### ISO 8601
ISO 8601:2004 (또는 ISO 8601:2000)은 날짜 참조 시스템에서 천문학식 기년법을 그대로 사용한다. 그레고리력이 반포된 1582년 이전의 해에 대해서는 역산에 따른 그레고리력 (일명 역산 그레고리력)을 쓰도록 명시하고 있기 때문에, 기기에 따라서 이 역산력에 0년을 포함하도록 상정하는 경우가 있다. 그리고 기원전, 기원후란 표기는 따로 하지 않는다. 여기서 0년을 기본포맷 4자리로 표현하자면 ‘0000’이 되며, 기원전 1년과 같은 해로 취급된다. 그냥 숫자만 쓰지 않고 플러스 마이너스를 붙여 +0000, -0000의 포맷으로 쓸 수도 있으며 필요에 따라 4자리에서 5~6자리로 늘려 쓰기도 한다. 마이너스를 붙여 쓸 경우 해당 수와 실제 연도와는 1년차만 나는 절댓값이 되어, -0001은 기원전 2년으로 취급된다. 마이너스 기호의 경우 ISO 8601에서는 ISO 646 (7비트 아스키 체계)만 사용하도록 되어 있기 때문에 하이픈 마이너스를 그 기호로 삼는다.

## 같이 보기
- 1월 0일

### 내용주
1. ↑  다만 ‘저속기원’이란 표현은 원래 영어에서 보통스럽고 보편적이란 느낌에서 쓰이던 ‘저속(vulgar)’이 좀 더 거친 말로 취급되면서 20세기를 전후로 사용을 자제하게 되었다.

### 참조주
1. 1 2  “DIONYSIUS EXIGUUS. LIBER DE PASCHATE SIVE CYCLUS PASCHALIS”.  9 January 2006에 원본 문서에서 보존된 문서.
2. ↑  Werner Rolevinck, Fasciculus temporum.
3. ↑  “Ecclesiastical History of the English Nation”. 2009년 8월 30일에 원본 문서에서 보존된 문서. 2018년 7월 7일에 확인함.
4. ↑  Faith Wallis, trans. Bede: The Reckoning of Time (725), Liverpool: Liverpool Univ. Pr., 2004. ISBN 0-85323-693-3.
5. ↑  Byrhtferth's Enchiridion (1016). Edited by Peter S. Baker and Michael Lapidge. Early English Text Society 1995. ISBN 978-0-19-722416-8.
6. ↑  V. Grumel, La chronologie (1958), page 30.
7. ↑  Richards, E. G. (2013). 〈Calendars〉.   Urban, Sean E.; Seidelmann, P. Kenneth. 《Explanatory Supplement to the Astronomical Almanac》 3판. Mill Valley, CA: Univ Science Books. 591쪽. ISBN 1-891389-85-8.